# Kiki van Deursen
Kiki van Deursen (Rotterdam, 12 april 1985) is een Nederlandse actrice, theatermaker en zangeres.

## Achtergrond
Kiki van Deursen studeerde aan de Amsterdamse Toneelschool&Kleinkunstacademie (ATKA).

## Filmografie

### Film
- 2012: The Pinto Edition, als Ingrid
- 2012: Closing Time, als Claire
- 2012: Making Of, als Iris
- 2012: Doodslag, als vriendin Judith
- 2015: Homies, als Saartje
- 2015: Ik geloof dat ik gelukkig ben, als Lotte
- 2017: Bella Donna's, als Amy[1]
- 2019: De Dood van een Tijgermoeder, als Christina

### Televisie
- 2011: Van God Los, als Kim
- 2011: Seinpost Den Haag, als Mathilde
- 2013: Moordvrouw, als Sophie van Lier
- 2014: A'dam - E.V.A. II, als Alma Schuller
- 2014-2020: Smeris, als Maartje van Vught
- 2015: De Affaire, als Dana Lievens
- 2016: Heer & Meester, als Jessica Booij
- 2016: All-in Kitchen, als Valerie Koper
- 2019: Even tot hier, als ensemble
- 2020: Dit zijn wij, als Sophie
- 2021: Flikken Rotterdam, als Quincy van Nes

## Theater
- 2001: Hans en Grietje - (stichting jeugdtheater Hofplein)
- 2004: De club van lelijke kinderen - (stichting jeugdtheater Hofplein)
- 2005: Leve 't volk! Ode aan Johnny Jordaan - (toneelacademie Maastricht)
- 2005: Jubileumshow - (stichting jeugdtheater Hofplein)
- 2010: Look Closer - (theaterschool van Amsterdam)
- 2010: Otje muzikale familievoorstelling - Otje (Theater Familie B.V.)
- 2011: Spuiten en Slikken in het theater - (REP Theater BV)
- 2012: White World - (Distant Voices - Stad van verlangen VI)
- 2013: Celebrity Takedown (Toneelgroep Bouillabaisse / huiskamervoorstelling)
- 2013: NINETIES Live Your Life Like A Rave Machine
- 2014: LiefdesbiechtNacht (eerste editie, concept & regie: Nita Kersten)
- 2015: Man Don’t Break (The Bad Men From Bodie, eindregie: Wieke ten Cate)
- 2016: Winnen is Belangrijker dan Meedoen - (monoloog van Jibbe Willems/Rik van de Bos, Regie: Wieke ten Cate)
- 2018: All stars de musical - (Regie: Frank Lammers, MORE Theater Producties)[2]
- 2022: De Wondersokken van de Koningsdochter - Regie: Esther Habbema
- 2022-2023: Koefnoen Live - MORE Theater Producties (eindregie: Jos Thie)

- International Standard Name Identifier: 0000 0003 8830 5003
- Nederlandse Thesaurus van Auteursnamen: 334486599
- Virtual International Authority File: 281410894
- WorldCat: E39PBJg4r3gQwdrRBGTqXTWqwC